# Jaciment arqueològic de la Riera de Teià
El Jaciment arqueològic de la Riera de Teià és un jaciment arqueològic de les èpoques ibèrica i romana que es troba al Masnou (el Maresme), inclòs a l'Inventari del Patrimoni Arqueològic i Paleontològic de Catalunya.

## Accés
S'accedeix a la zona pel passeig de la Riera, a tocar de la riera de Teià, entre el Camí del Mig i la N-II, a l'alçada d'on actualment hi ha el centre comercial Eroski i la Depuradora Teià-Maresme Sud.

## Descripció
Es tracta d'un jaciment d'època romana documentat l'any 1860, arrel de les troballes de restes de paviments d'opus signium, un sepulcre de tegulae i dos fragments de ceràmica terra sigil·lada.

## Història
L'any 1912, en construir el mas Can Mitre al costat del Camí del Mig fou documentada tota una necròpolis d'enterraments en teguale, però no va ser fins al 1975 que uns treballs d'extracció de terres de la riera van posar al descobert la major part del jaciment, del qual, malgrat no va poder ser excavat, se'n documentaren les restes i se'n recollí material per part de l'Associació d'Estudis Científics i Culturals de Premià de Mar. Aquest grup d'aficionats, va documentar en aquestes terres remogudes diversos murs de 50 cm. d'amplada, un fust de columna, a més de gran diversitat de materials ceràmics - ceràmica ibèrica, Campaniana A., Terra Sigil·lada Itàlica, Terra Sigil·lada hispànica, Terra Sigil·lada africana A i D, i àmfores Dressel 1, Dressel 2/4, Dressel 7/11 i Dressel 20 - .
Les darreres dades provenen d'unes excavacions d'urgència efectuades entre el 1990-1991 amb motiu de la urbanització de la zona, que evidenciaren un sector de necròpoli i un altre d'habitacions. Del sector de necròpolis es documentaren 13 tombes que semblen pertànyer per la seva tipologia a finals del món romà - inicis de l'època medieval (segles IV- VII dC.). L'àrea d'habitacions documentada semblava correspondre a la pars rustica (part productiva) d'una vil·la, on es distingiren tres fases constructives. D'altra banda, els diferents elements luxosos trobats durant l'excavació, com estucs pintats, columnes i marbres, fan pensar en l'existència d'una pars urbana o dominica (part residencial), emmarcada dins un període cronològic situat entre els segles I aC. - IV dC., tal com testimonien els materials trobats.
Segons C. Ruestes (2002) existeix la possibilitat de l'existència de forns en aquest jaciment. Aquesta teoria es justifica per la presència de peces ceràmiques cremades i escòries de forn, a més de gran quantitat d'àmfores Pascual 1 o Dressel 1 Laietana.
En conseqüència, ens trobaríem davant d'una gran vil·la romana, molt ben situada, a prop de la Via Augusta i davant del mar,  la cronologia de la qual tindria el seu origen al s. II aC. amb una continuïtat de l'establiment durant l'època baix imperial, tal com testimonia la ceràmica apareguda i la tipologia funerària de la necròpoli.
Durant la prospecció efectuada el 2008 amb motiu de la revisió de la carta arqueològica del Maresme, no es documentà la presència de cap tipus de resta, donada la plena urbanització de la zona, per la qual cosa se suposa la seva destrucció.